# Buttonia superba
Buttonia superba är en snyltrotsväxtart som beskrevs av Anna Amelia Obermeyer. Buttonia superba ingår i släktet Buttonia och familjen snyltrotsväxter. Inga underarter finns listade i Catalogue of Life.